# Yves Pomeau
Yves Pomeau (* 1942) ist ein französischer Physiker, der sich mit Hydrodynamik, Elastizitätstheorie und nichtlinearer Dynamik (Chaostheorie) beschäftigt.
Pomeau war Forschungsdirektor des CNRS an der École normale supérieure. Nach seiner Emeritierung war er an der University of Arizona.
Pomeau entdeckte mit Paul Manneville 1979 das Phänomen der Intermittenz in der Chaostheorie bei der numerischen Untersuchung des Lorenz-Attraktors. Mit Pierre Bergé und anderen untersuchten beide das Phänomen auch bei der Rayleigh-Bénard-Konvektion. Mit Manneville entdeckte er die Phasendiffusion (Pomeau-Manneville-Gleichung) und mit seinem Studenten S. Zaleski untersuchte er die verschiedenen Mechanismen der Wellenzahl-Selektion. Nach Pomeau ist der Übergang zur Turbulenz bei Parallelströmung analog zur gerichteten Perkolation. 1986 entwickelte er mit Uriel Frisch und Brosl Hasslacher ein Gittergas-Modell der Navier-Stokes-Gleichung in der Hydrodynamik (FHP-Modell). Basis dafür war sein Gittermodell von 1973. FHP fand breite Anwendung in der Simulation komplexer Flüssigkeiten und in industriellen Anwendungen.
Am Anfang seiner Karriere untersuchte er die Langzeitschwänze der Korrelationsfunktionen und die Divergenz der Transportkoeffizienten bei zweidimensionalen Flüssigkeiten und entwickelte dabei einen Moden-Modenkopplungs-Zugang, der sich als entscheidend für das Studium dichter Gase erwies. Im Fall schwacher Turbulenz arbeitete er das Phänomen der Kondensation nichtlinearer Wellen heraus, das er in klassisches Analogon zur Bose-Einstein-Kondensation sieht. Bei der Musterbildung schlug er eine Lösung zum Problem der Saffman-Taylor-Finger vor und dem Geschwindigkeits-Selektionsproblem beim Wachstum von kristallinen Dendriten in unterkühlten Schmelzen. Er sagte Wirbel-Kondensationskernbildung bei Überschallströmung um ein Hindernis vorher (Analyse der nichtlinearen Schrödingergleichung). Das wurde experimentell bei ultrakalten Atomgasen (Bose-Einstein-Kondensation) getestet.
Außerdem befasste er sich mit nichtlinearen Deformationen in der Kontinuumsmechanik (zum Beispiel Singularitäten von „zusammengeknülltem“ Papier), dem Parkproblem, Zeitumkehrsymmetrie, Solitonen auf geneigten Ebenen, Zufallsnetzwerken von Automaten, Kapillarität, Benetzung und Beschreibung von Grenzflächen mit Phasenfeldern, Wirbelstatistik in zweidimensionaler Hydrodynamik.
1987 wurde er korrespondierendes Mitglied der Académie des sciences. 1981 erhielt er den Paul-Langevin-Preis, 2016 die Boltzmann-Medaille für seine wesentlichen Beiträge zur statistischen Physik von Nichtsgleichgewichts-Phänomenen und speziell für die Entwicklung des modernen Verständnisses der Hydrodynamik, Instabilitäten, Musterbildung und Chaos (Laudatio). Für 2024 wurde Pomeau der Prix des trois physiciens zugesprochen.

## Schriften (Auswahl)
- mit Pierre Bergé, Monique Dubois-Gance Des rythmes au chaos, Paris, Odile Jacob 1994
- mit Bergé, Monique Dubois, Paul Manneville Intermittency and Rayleigh-Benard convection, Journal de Physique, Lettres, Band 41, 1980, L 341
- mit Bergé, Christian Vidal Order within chaos- towards a deterministic approach to turbulence, Wiley 1984 (französisches Original Ordre dans le chaos, Hermann, Paris 1984)
- mit Bergé, Vidal: L’espace chaotique, 1998
- mit P. Manneville Intermittent transition to turbulence in dissipative dynamical systems, Comm. Math. Phys., Band 74, 1980, S. 189–197
- mit Brosl Hasslacher, Uriel Frisch: Lattice gas automata for the Navier Stokes equation, Physical Review Letters, Band 56, 1986, S. 1505
- mit Basile Audoly: Elasticity and Geometry: From hair curls to the nonlinear response of shells. Oxford University Press, Oxford 2010, x + 586 pages, ISBN 978-0-19-850625-6.
- mit Minh-Binh Tran: Statistical Physics of Non Equilibrium Quantum Phenomena, Lecture Notes in Physics 967, Springer Nature 2019, ISBN 978-3-030-34393-4